# Kocheril Raman Narayanan
Kocheril Raman Narayanan (27 de octubre de 1920 – 9 de noviembre de 2005) fue un político indio y el décimo Presidente de la India.

## Trayectoria
Nacido en Perumthanam, en la villa Uzhavoor, en el estado de Travancore (actualmente distrito de Kottayam, Kerala). La característica para resaltar es que el hombre era un Paria (casta). Luego de una breve experiencia en el periodismo, estudia ciencias políticas en la London School of Economics gracias a una beca. Narayanan comienza su carrera en la India como miembro del Servicio Exterior de la India en el gobierno de Nehru. Es embajador en Japón, Reino Unido, Tailandia, Turquía, China y Estados Unidos; Nehru le tenía en alta estima y expresó que Narayanan "es el mejor diplomático del país". A pedido de Indira Gandhi entra en la política y gana tres elecciones sucesivas para el Lok Sabha y es designado ministro de Estado del Gabinete de Gobierno del primer ministro Rajiv Gandhi. En 1992 fue elegido como noveno Vicepresidente de la India en 1992, y en 1997 Narayanan asume la presidencia de la India.
Narayanan es considerado un Presidente independiente y decidido que establece varios precedentes y amplia el alcance del cargo presidencial. Se describió a sí mismo como un "Presidente que trabaja", que se desenvuelve "dentro de las cuatro aristas de la Constitución"; con un perfil entre el de un "Presidente ejecutivo" que posee un poder directo y un "Presidente puramente nominal" que avala las decisiones del gobierno sin discusiones o análisis. Utilizó sus poderes discrecionales como presidente y se desvió de usos convenidos y precedentes en numerosas oportunidades, como por ejemplo en la designación del primer ministro con un Parlamento balanceado, en cancelar un gobierno de un estado de la India e imponer allí la intervención del gobierno del Presidente siguiendo una sugerencia del Gabinete del Gobierno, y en el manejo de la guerra de Kargil. Presidió las celebraciones del jubileo de oro de la independencia de la India y las elecciones generales de 1998 donde fue el primer Presidente de India en votar mientras gobernaba, fijando un nuevo precedente.
| Predecesor: Shankar Dayal Sharma | Presidente de la República de la India 1997 - 2002 | Sucesor: Abdul Kalam |